# Inzinzac-Lochrist
Inzinzac-Lochrist település Franciaországban, Morbihan megyében. Lakosainak száma 6631 fő (2022. január 1.). Inzinzac-Lochrist Lanvaudan, Languidic, Hennebont, Caudan, Cléguer és Calan községekkel határos.

## Népesség
A település népességének változása:
| Lakosok száma | 4714 | 5594 | 5541 | 5619 | 6365 | 6471 | 6526 | 6548 | 6535 | 6631 |
|               | 1968 | 1982 | 1990 | 2006 | 2013 | 2015 | 2017 | 2019 | 2020 | 2022 |